# Marco Marzocca
Marco Marzocca (Roma, 14 settembre 1962) è un comico, attore e imitatore italiano.

## Biografia
Laureato in farmacia alla Sapienza con abilitazione ed esame di stato, dopo aver lavorato come farmacista inizia a lavorare in televisione nel 1994 come comico nel programma televisivo Tunnel, su Rai 3, al fianco di Corrado Guzzanti, con cui in seguito recita in diversi spettacoli teatrali, come Millenovecentonovantadieci, ...la seconda che hai detto! e Recital, e in programmi televisivi, come L'ottavo nano e Il caso Scafroglia. Il grande successo televisivo lo raggiunge negli anni duemila con la serie televisiva Distretto di Polizia, dove interpreta l'ingenuo poliziotto Ugo Lombardi. Nonostante la notorietà, continua per alcuni anni a lavorare nella farmacia di famiglia.
In quegli anni conosce in una chat una donna colombiana, con cui si sposa nel 2000 e da cui ha tre figli; Marzocca ripropone la sua vicenda personale in Distretto, facendo vivere una storia analoga al suo personaggio. Nel 2003 ha partecipato a Raiot - Armi di distrazione di massa. Dal 2005 al 2006, Marco Marzocca è inoltre nel cast fisso di Bulldozer. Nel 2006 è nel cast della serie di Rai 1 Raccontami, con la regia di Riccardo Donna e Tiziana Aristarco, nel ruolo del sacerdote padre Negoziante. Sempre dal 2006, e fino al 2013, è nel cast di Zelig, dove interpreta Ariel, un curioso collaboratore domestico filippino di Claudio Bisio (personaggio che aveva già interpretato ne Il caso Scafroglia), a cui dall'edizione 2008 affianca il personaggio del notaio.
Sulla televisione satellitare ha commentato, nei panni di Ariel, la seconda stagione di Takeshi's Castle, insieme a Stefano Sarcinelli, ed è stato attore nel programma Gamebuster, in onda su GXT. In radio partecipa saltuariamente alla trasmissione 610, condotta e realizzata da Lillo & Greg su Rai Radio 2. Dal 2011 è interprete di diversi spot della TIM, insieme a Bianca Balti e Neri Marcorè, e dal giugno dello stesso anno è ancora al fianco di Corrado Guzzanti nel programma comico di Sky Uno Aniene. Nel novembre del 2021 dopo otto anni torna ad esibirsi a Zelig con il suo personaggio.

### Vita privata
Dal 2000 è sposato con la colombiana Liliana Bula Ferrer che ha recitato delle piccole parti nel primo e nel terzo Distretto di Polizia; dalla loro unione sono nati tre figli: Michele, Matteo e Massimo 

## Filmografia

### Cinema
- S.P.Q.R. - 2000 e ½ anni fa, regia di Carlo Vanzina (1994)
- Bell'amico, regia di Luca D'Ascanio (2002)
- Fascisti su Marte, regia di Corrado Guzzanti e Igor Skofic (2006)
- Mi fido di te, regia di Massimo Venier (2007)
- Un fantastico via vai, regia di Leonardo Pieraccioni (2013)
- La sedia della felicità, regia di Carlo Mazzacurati (2013)
- Un boss in salotto, regia di Luca Miniero (2014)
- Buoni a nulla, regia di Gianni Di Gregorio (2014)
- On Air - Storia di un successo, regia di Davide Simon Mazzoli (2016)
- D.N.A. - Decisamente non adatti, regia di Lillo & Greg (2020)
- Free - Liberi, regia di Fabrizio Maria Cortese (2021)
- Gli idoli delle donne, regia di Lillo & Greg ed Eros Puglielli (2022)
- Cortina Express, regia di Eros Puglielli (2024)

### Televisione
- Distretto di Polizia – serie TV (2000-2013)
- Cuore contro cuore – serie TV (2004)
- Belli dentro – serie TV (2006) - cameo
- Raccontami – serie TV (2006-2008)
  - Donne in gioco, regia di Michelle Bonev – miniserie TV (2013)
  - Una pallottola nel cuore – serie TV (2014-2018)
- Tutti insieme all'improvviso – serie TV (2016)
- Sono Lillo – serie TV (2023-2024)

## Teatro
- Millenovecentonovantadieci di Corrado Guzzanti (1996-1997)
- ...la seconda che hai detto! di Corrado Guzzanti (1997-1998)
- Ma è Possibbole di Marco Marzocca (2002)
- Marco Marzocca Recital di Marco Marzocca (2003-2005)
- Da Giovidì a Giovidì di Federico Andreotti e Marco Marzocca, con Stefano Sarcinelli e Max Paiella (2008)
- Recital di Corrado Guzzanti (2009)
- Marco Marzocca Recital di Marco Marzocca (2013)
- Due botte a settimana di Marco Marzocca e Stefano Sarcinelli (2020)

## Programmi TV
- Tunnel (Rai 3, 1994)
- Pippo Chennedy Show (Rai 2, 1997)
- L'ottavo nano (Rai 2, 2001)
- Il caso Scafroglia (Rai 3, 2002)
- BRA - Braccia rubate all'agricoltura (Rai 3, 2003-2004)
- Bulldozer (Rai 2, 2005-2006)
- Zelig (Canale 5, 2006-2013, 2021)
- Takeshi's Castle (GXT, Rete 7, K2, 2007)
- Gamebuster (GXT, 2007-2008)
- Aniene (Sky Uno, 2011-2012)
- Cavalli di battaglia (Rai 1, 2017)
- Reazione a catena di sera (Rai 1, 2017)
- Domenica in (Rai 1, 2017, 2020)
- Stasera tutto è possibile (Rai 2, 2018)
- Festival di Castrocaro (Rai 1, 2018)
- Una scatola al giorno (Rai 2, 2022)
- Binario 2 (Rai 2, dal 2024)

## Radio
- PicNic Radio Due (Rai Radio 2)
- 610 (Rai Radio 2)
- Italiani in Continenti
- Soggetti smarriti (Rai Radio 2 dal 2019) (premio microfono d’oro 2023)

## Doppiaggio

### Videogiochi
- Vento di tuono in Planes: Fire & Rescue (2014)[4]

## Libri
- Marco Marzocca e Federico Andreotti, Ariel. Da giovidì a giovidì. Una settimana da Signò, collana Biblioteca umoristica Mondadori, Milano, Mondadori, 2008, ISBN 978-88-04-58388-2.
- Il frammento, Roma, Historica Edizioni, 2017, ISBN 978-88-94870-04-6.